# Anordnung (Recht)
Eine Anordnung ist im deutschen Recht eine inhaltlich hinreichend bezeichnete Anweisung eines Amtsträgers oder einer Behörde, die an eine natürliche oder juristische Person gerichtet ist und den Eintritt einer Rechtsfolge beabsichtigt. Auch erlässt der Bundespräsident Rechtsakte, die als Anordnungen bezeichnet werden.
Diese reine Funktionsbeschreibung umfasst nicht nur die gesetzlich geregelten Fälle von (einstweiligen) Anordnungen.
Mit der Anordnung wird der Adressat aufgefordert, eine Handlung vorzunehmen, zu dulden oder zu unterlassen (→ siehe Verwaltungsakt). Ungeachtet der Rechtmäßigkeit ist der Adressat zunächst an die Anordnung gebunden. Mit der Einlegung von Rechtsmitteln kann der Adressat die Anordnung jedoch anfechten und eine rechtliche Überprüfung erreichen. Im verwaltungsrechtlichen Vorverfahren tritt mit Einlegung eines Widerspruchs bzw. Einspruchs grundsätzlich eine aufschiebende Wirkung im Sinne eines vorläufigen Vollzugshindernisses ein (→ siehe Suspensiveffekt).
Behördliche Anordnungen ergehen auf vielen Rechtsgebieten, so im Verwaltungsrecht, im Zivilrecht oder im Strafrecht. Die zuständige Anordnungsbehörde und das von ihr einzuhaltende Verfahren ist in den unterschiedlichen Verfahrensordnungen geregelt (beispielsweise dem Verwaltungsverfahrensgesetz, der Zivil- oder der Strafprozessordnung).
Anordnungen ergehen unter verschiedenen Bezeichnungen. Im Verwaltungsrecht ist die häufigste Form der Verwaltungsakt, Bescheid genannt, gerichtliche Anordnungen ergehen überwiegend durch Beschluss.
Beispiele:
- Verkehrszeichen nach der Straßenverkehrsordnung (StVO) ordnen für jeden Verkehrsteilnehmer ein bestimmtes Verhalten an (abbiegen, anhalten, weiterfahren etc.).
- Eine gewalttätige Person wird aufgrund des Gewaltschutzgesetzes polizeilich der Wohnung verwiesen.
- Ein Richter ordnet gegenüber einem Verdächtigen die Durchsuchung von dessen Wohnung an.

## Verfassungs- und Staatsrecht
Nach Artikel 58 Satz 1 des Grundgesetzes erlässt der Bundespräsident Anordnungen und Verfügungen. Diese sind allgemeinverbindliches materielles Gesetz. Er übt seine Befugnisse aus dem Grundgesetz und den Bundesgesetzen über diese Rechtsakte aus. Sie bedürfen zu ihrer Gültigkeit der Gegenzeichnung durch den Bundeskanzler oder den zuständigen Bundesminister. So wird der Wahltag der Bundestagswahl bspw. durch Anordnung des Bundespräsidenten bestimmt, welche üblicherweise vom Bundeskanzler und vom Bundesminister des Innern gegenzeichnet werden. Die Anordnungen und Verfügungen werden im Bundesgesetzblatt verkündet.

## Österreich und Schweiz
In Österreich nennt man die behördliche Anordnung ebenfalls Bescheid.
Im Schweizerischen Recht ist eine Anordnung in diesem Sinne auch das sogenannte Amtsbot.